# Marajá do Sena
Marajá do Sena är en kommun i Brasilien.   Den ligger i delstaten Maranhão, i den nordöstra delen av landet, 1 300 km norr om huvudstaden Brasília. Antalet invånare är 8 045.
Omgivningarna runt Marajá do Sena är huvudsakligen savann. Runt Marajá do Sena är det glesbefolkat, med 8 invånare per kvadratkilometer.